# Program treningowy Kaibigan
Program treningowy Kaibigan – propagowany pod patronatem Polskiej Federacji Combat Kalaki program treningowy dla osób z dysfunkcją kończyn dolnych.
Całość programu dla osób niepełnosprawnych zgrupowana została w trzech blokach treningowych. Są to:
1. techniki walki przy użyciu rattanowego kija (podstawowe uderzenia i bloki);
2. techniki walki wręcz bez użycia broni (uderzenia, bloki oraz umiejętność zakładania dźwigni na stawy);
3. opracowane z uwzględnieniem ograniczeń wynikających z niepełnosprawności specjalne układy formalne z użyciem kija.

Założenia programowe zostały opracowane w latach 2002–2005 przez Prezesa Polskiej Federacji Combat Kalaki Jana Nycka i dr. Norberta Wójtowicza.
W 2006 dla realizacji działań na rzecz rewalidacji w oparciu o program treningowy Kaibigan powołano do istnienia Centrum Integracyjne Kaibigan.

## Literatura
- Norbert Wójtowicz, Integracyjny Program Treningowy KAIBIGAN, Wrocław 2007, ISBN 978-83-925702-2-6.
- Norbert Wójtowicz, Kaibigan znaczy przyjaciel, [w:] Edukacja poprzez sport, red. Zbigniew Dziubiński, Warszawa 2004.
- Norbert Wójtowicz, Program treningowy "KAIBIGAN" jako próba wykorzystania dalekowschodnich sztuk walk w procesie rewalidacji osób z dysfunkcją kończyn dolnych, Płock 2006, mps.